# Newcastle (Oklahoma)
Newcastle is een plaats (city) in de Amerikaanse staat Oklahoma, en valt bestuurlijk gezien onder McClain County.

## Demografie
Bij de volkstelling in 2000 werd het aantal inwoners vastgesteld op 5434.
In 2006 is het aantal inwoners door het United States Census Bureau geschat op 6688, een stijging van 1254 (23.1%).

## Geografie
Volgens het United States Census Bureau beslaat de plaats een oppervlakte van
137,1 km², waarvan 128,9 km² land en 8,2 km² water. Newcastle ligt op ongeveer 364 m boven zeeniveau.

## Plaatsen in de nabije omgeving
De onderstaande figuur toont nabijgelegen plaatsen in een straal van 16 km rond Newcastle.